# Cucullia benesignata
Cucullia benesignata är en fjärilsart som beskrevs av Felix Bryk 1949. Cucullia benesignata ingår i släktet Cucullia och familjen nattflyn. Inga underarter finns listade i Catalogue of Life.